# Трое на острове (мультфильм)
«Трое на острове» — советский мультипликационный фильм по мотивам одноимённой повести Виталия Губарева о мальчике Боре, который попал на пиратский остров.

## Сюжет
Мальчик Боря читает книгу о пиратах вместо того, чтобы делать уроки. Он срывает платок с клетки попугая, взмахивает им и восклицает: «Вот бы очутиться на необитаемом острове!» Зеркало на стене увеличивается и открывается прямо на тропический остров, желание Бори исполняется. Довольно быстро Боря обнаруживает волшебные свойства платка и вызывает к себе друзей: Юру и Милу. На острове красота! Но вскоре на рифах разбивается пиратский корабль. Капитан Рыжий Пёс и матросы Кошачий Зуб и Одноглазый выбираются на берег, и ребятам приходится спасаться от них. В конце концов, с помощью своего домашнего попугая Старины Флинта (он тоже попадает на остров из квартиры) Боря возвращает себе украденный пиратами волшебный платок, машет им и оказывается дома. Раздаётся звонок в дверь. Друзья Юра и Мила пришли к нему делать уроки. И Боря снова накрывает платком клетку попугая.

## Создатели
| автор сценария             | Генрих Сапгир |
| кинорежиссёр               | Юрий Прытков |
| художники-постановщики     | Татьяна Зворыкина, Валентин Кушнерёв |
| кинооператор               | Александр Чеховский |
| композитор                 | Евгений Птичкин |
| звукооператор              | Борис Фильчиков |
| художники-мультипликаторы: | Татьяна Померанцева, Марина Рогова, Марина Восканьянц, Антонина Алёшина, Иосиф Куроян, Наталия Богомолова, Валентин Кушнерёв                                                                     |
| ассистент режиссёра        | Зинаида Плеханова |
| монтажёр                   | Галина Смирнова |
| художники:                 | Алла Горева, Инна Заруба, Ирина Светлица |
| роли озвучивали:           | Татьяна Шатилова — Боря, Людмила Гнилова — Мила, Надежда Подъяпольская — Юра, Армен Джигарханян — капитан Рыжий пёс, Николай Караченцов — пират Кошачий зуб, Анатолий Папанов — одноглазый пират |
| редактор                   | Аркадий Снесарев |
| директор съёмочной группы  | Любовь Бутырина |

## Литературная основа
В основе сюжета мультфильма — одноимённая повесть-сказка Виталия Губарева, впервые вышедшая в 1959 году отдельной книгой в издательстве «Детгиз».
Критикой замечено жанрово-стилистические заимствования из классической остросюжетной литературы и использование в сюжете явной аллюзии на «Остров сокровищ» Стивенсона, финский критик Белл Хеллман отмечал откровенную нравоучительность повести.

## Выпуски
В 1990-е годы на аудиокассетах изданием Twic Lyrec была выпущена аудиосказка по одноимённому мультфильму с текстом Александра Пожарова.